# Đảo Gấu
Đảo Gấu (tiếng Na Uy: Bjørnøya, phát âm [ˈbjøːɳøja]) là đảo cực nam của quần đảo Svalbard tại Na Uy. Hòn đảo nằm ở phần phía tây của biển Barents, xấp xỉ nửa đường giữa Spitsbergen và mũi Bắc.
Đảo Gấu do các nhà thám hiểm người Hà Lan Willem Barentsz và Jacob van Heemskerk phát hiện ra vào ngày 10 tháng 6 năm 1596. Đảo được đặt tên như hiện nay sau khi họ trông thấy một con gấu trắng Bắc Cực bơi ở gần đó. Hòn đảo được coi là lãnh thổ vô chủ cho đến Hiệp ước Spitsbergen vào năm 1920, khi đảo được trao cho Na Uy.
Mặc dù có vị trí biệt lập và cằn cỗi, hòn đảo đã là nơi diễn ra các hoạt động thương mại trong các thế kỷ gần đây, như khai thác than, đánh cá và săn bắt cá voi. Tuy nhiên, đã không có khu định cư nào tồn tại hơn một vài năm trên đảo, và đảo Gấu nay không có người cư trú ngoại trừ các cá nhân làm việc tại trạm khí tượng Herwighamna. Cùng với vùng biển xung quanh, đảo được tuyên bố là một khu bảo tồn thiên nhiên vào năm 2002.